# Tengrianisme

Tengri escrit de dreta a esquerra en runes turqueses

El tengrianisme o tengrisme és una religió tradicional de pobles xiongnu, turquesos, mongols, hongaresos i búlgars de temps antics, abans que es convertissin a les religions de les societats sedentàries a les quals envaïen, s'aliaven o barrejaven, malgrat incorporar elements de xamanisme, animisme, totemisme i culte als avantpassats. És considerat com un nucli religiós del desenvolupament de la civilització eurasiàtica en el passat.
Aquesta religió es basa, de manera principal, en la creença en el Déu Cel (Tengri o Tangri, Tanrı, Tangra), i Eix, la Mare Terra. En aquesta religió, de caràcter dispers, no hi ha sacerdots ni clergues, i tampoc hi ha una dimensió d'estendre la creença a altres persones o pobles.
En aquesta religió no existeix el concepte de buit, no-ser o no-existència com a característica ontològica del món. En ella el món va ser creat pel Cel sobre la base de quatre elements eterns: la terra, l'aigua, el foc i l'aire. Se centra en mantenir l'harmonia amb l'entorn circumdant, per la qual cosa s'acaba considerant sagrats els recursos de la Terra, en particular l'aigua (potser per ser molt escassa en les estepes de l'Àsia central, on es concentrava gran part d'aquesta religió).
El món en el tengrisme està obert al Cosmos (el Gran Cel Blau), considerat com una font o existència transcendent, que es relaciona directament amb la creació del món. El món és considerat com a etern, pensat perquè es creï a cada moment important, com a actes de la primera creació d'Univers, principi d'un any o un dia o del naixement d'un ésser humà.
Encara que es creu que encara hi ha seguidors del tengrianisme en algunes parts d'Àsia, no s'ha pogut estimar el seu nombre amb exactitud.